# 鈴木茂三郎
鈴木茂三郎（[鈴木 茂三郎] 错误：{{Lang-xx}}：转写文本非拉丁字母（pos 1: す）（帮助），1893年2月7日—1970年5月7日）、1893年生於日本愛知縣蒲郡市，記者、日本社會黨籍政治家，曾任日本社會黨委員長。
名言是1951年就任社會黨委員長時的發言「青年們啊，不要舉起槍。婦女們啊，不要把丈夫和孩子送上戰場。」（青年よ、銃をとるな。婦人よ、夫や子どもを戦場に送るな。）。

## 早年
鈴木茂三郎家中原本是旗本家代官的分家，但到鈴木茂三郎一代已十分貧困，家中以拉人力車為生。鈴木茂三郎小學畢業後，先是留在學校擔任代用教員。後來，他通過勤工儉學的方式進入中學、大學學習。鈴木自早稻田大學畢業後成為了一名記者，先後於《報知新聞》、《大正日日新聞》、《東京日日新聞》（《每日新聞》的前身）任職。

## 成為政治家
鈴木茂三郎於二戰前曾加入無產大眾黨、日本大眾黨等無產階級政黨，此外，他也曾是日本共產黨的黨員。因捲入人民戰線事件，鈴木曾被捕入獄。二戰期間，因政治自由受到壓制，鈴木一度只能以賣舊書維生。
戰後，鈴木茂三郎加入1945年成立的日本社會黨。1946年，當選東京都第3區議員。此後，一直連任9屆同選區議員至1966年。

## 社會黨委員長
1950年，日本社會黨左派與右派之間的矛盾開始激化。1951年1月，屬於社會黨內左派的鈴木茂三郎獲左派與右派一致推舉為日本社會黨委員長（黨首），兩派之間釋放出和緩信號。在此期間，鈴木茂三郎提出了「和平四原則」。但到了同年10月，兩派因舊金山和約與安保條約產生意見分歧，社會黨左派與社會黨右派正式決裂。鈴木繼續擔任社會黨左派委員長。
1955年，社會黨再統一後，右派委員長河上丈太郎作出讓步、由擔任左派委員長的鈴木出任重新統一後的社會黨委員長。
1960年，西尾末廣一派自社會黨出走，另組民社黨之後，鈴木茂三郎表明辭意，不參加當年的社會黨委員長選舉。社會黨委員長一職隨後由淺沼稻次郎接替。

## 左傾、病逝
從日本社會黨委員長一職退下後，鈴木茂三郎的觀點開始左傾。1962年，鈴木出任社会主義理論委員會委員長。1964年，日本社會黨通過具左傾色彩的1964年新綱領《日本的社會主義道路》，鈴木是主導者之一。
1961年12月31日，鈴木茂三郎曾率團訪問中國。
1970年，因罹患肝硬化去世，享年77歲。臨終遺言是「大內老師，拜託你了。」（大内先生、頼みますよ。）